# Alexandre Rouet
Pour les articles homonymes, voir Rouet.
Alexandre Rouet est un homme politique français né le 23 octobre 1809 à Dornes (Nièvre) et décédé le 1er mars 1882 à Paris.

## Biographie
Cultivateur, il est député de la Nièvre de 1849 à 1851, siégeant au groupe d'extrême gauche de la Montagne. 

## Sources
- « Alexandre Rouet », dans Adolphe Robert et Gaston Cougny, Dictionnaire des parlementaires français, Edgar Bourloton, 1889-1891 [détail de l’édition]